# 성 보치에하 교회

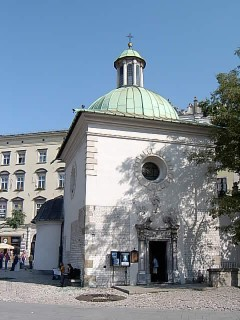
성 보치에하 교회

성 보치에하 교회(폴란드어: Kościół św. Wojciecha)는 폴란드 크라쿠프 리네크 글루프니에 위치한 교회이다.